# Zoma-Museum

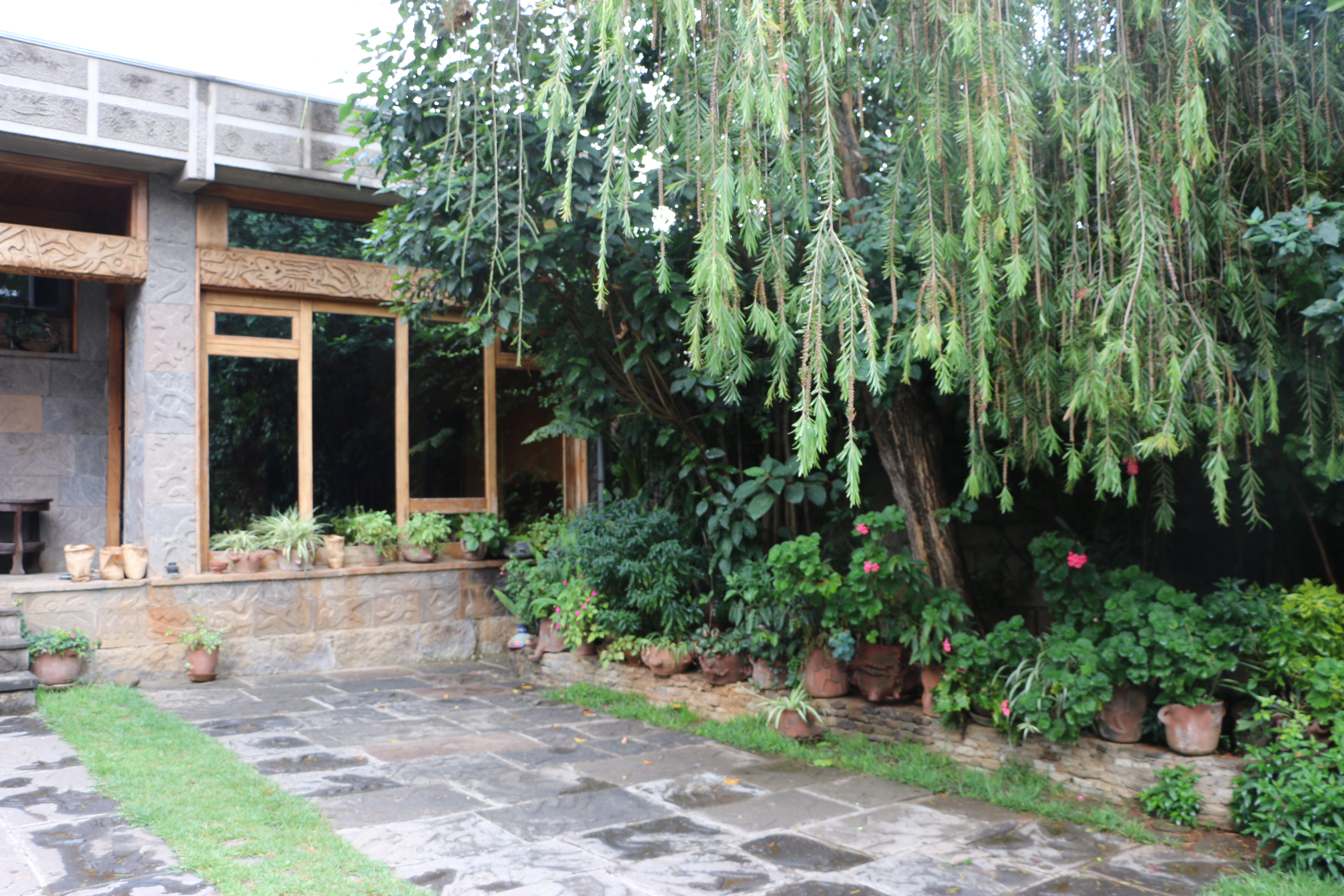
Im Zoma-Museum von Addis Abeba

Das Zoma-Museum ist eine Institution in Äthiopien, die zeitgenössische Landschaftskunst und nachhaltige Baukultur verbindet.
Es wurde im Jahr 2002 vom Künstler Elias Sime ins Leben gerufen, als dieser im Rahmen einer Kunstaktion auf einem Grundstück in Addis Abeba ein Haus in der traditionellen Lehmbauweise aufzurichten begann, das Architekten und eingeladenen Künstlern für neue Projekte zeitweise als Arbeitsort zur Verfügung steht. Das nach und nach entstehende Künstlerdorf erhielt zuerst den Namen Zoma Contemporary Art Center, womit es an den 1979 verstorbenen äthiopischen Künstler Zoma Shifferaw erinnert, und besteht seit 2019 als Zoma-Museum. Durch eine Ausstellung mit Werken von Elias Sime im Santa Monica Museum of Art in Los Angeles, Kalifornien, im Jahr 2009 wurde das äthiopische Kunstprojekt weltweit bekannt. Im Jahr 2014 bezeichnete die New York Times die Einrichtung als besonders sehenswert.
Zum Konzept des Zoma-Museums gehört neben der Bewahrung der traditionellen Bautechnik Äthiopiens mitten in der modernen Stadt auch die nachhaltige Bewirtschaftung der dazugehörenden Park- und Gartenanlage und die Ausbildung von Jugendlichen in der angeschlossenen Zoma-Schule, zu deren Erziehungsprogramm ein Schulgarten nach dem Vorbild von Alice Waters edible schoolyard gehört.
Neben der Niederlassung in Addis Abeba führt das Zoma-Museum einen zweiten Standort in Harla, einer Ortschaft bei der Stadt Dire Dawa im Nordosten Äthiopiens.